# Rok Rogelj
Rok Rogelj (* 12. Mai 1987 in Ljubljana) ist ein ehemaliger slowenischer Snowboarder. Er startete im Snowboardcross.

## Werdegang
Rogelj nahm im Januar 2003 in Innichen erstmals am Snowboard-Weltcup teil, wobei er den 37. Platz errang. Bei den Snowboard-Weltmeisterschaften 2003 am Kreischberg kam er auf den 54. Platz und bei den Juniorenweltmeisterschaften 2003 in Prato Nevoso auf den 48. Rang. In den folgenden Jahren belegte er bei den Juniorenweltmeisterschaften 2004 den 46. Platz im Parallel-Riesenslalom sowie den 20. Rang im Snowboardcross, bei den Juniorenweltmeisterschaften 2005 in Zermatt den 52. Platz im Snowboardcross und bei den Juniorenweltmeisterschaften 2006 im Vivaldi Park den 30. Platz im Parallel-Riesenslalom sowie den 20. Rang im Snowboardcross. Nach Platz 35 bei den Snowboard-Weltmeisterschaften 2007 in Arosa in der Saison 2006/07, fuhr er bei der Winter-Universiade 2007 in Bardonecchia auf den 15. Platz im Snowboardcross und bei den Juniorenweltmeisterschaften 2007 in Bad Gastein auf den 40. Platz im Parallel-Riesenslalom sowie auf den zehnten Rang im Snowboardcross. Bei seiner einzigen Teilnahme an Olympischen Winterspielen im Februar 2010 in Vancouver errang er den 24. Platz. In der Saison 2010/11 erreichte er mit dem 24. Platz im Snowboardcross-Weltcup sein bestes Gesamtergebnis. Zudem wurde er bei der Winter-Universiade 2011 in Erzurum Fünfter und fuhr bei den Snowboard-Weltmeisterschaften 2011 in La Molina auf den 24. Platz. In den folgenden Jahren erreichte er im Januar 2012 mit Platz zehn in Veysonnaz seine erste Top-Zehn-Platzierung im Weltcup und im März 2013 mit Rang acht in Arosa seine beste Platzierung im Weltcup. Außerdem belegte er bei den Snowboard-Weltmeisterschaften 2013 im Stoneham den 44. Platz und bei den Snowboard-Weltmeisterschaften 2015 am Kreischberg den 41. Rang. Seinen 68. und damit letzten Weltcup absolvierte er im Dezember 2016 in Montafon, welchen er auf dem 60. Platz beendete.

## Teilnahmen an Weltmeisterschaften und Olympischen Winterspielen

### Olympische Spiele
- 2010 Vancouver: 24. Platz Snowboardcross

### Weltmeisterschaften
- 2003 Kreischberg: 54. Platz Snowboardcross
- 2007 Arosa: 35. Platz Snowboardcross
- 2011 La Molina: 24. Platz Snowboardcross
- 2013 Stoneham: 44. Platz Snowboardcross
- 2015 Kreischberg: 41. Platz Snowboardcross

## Weltcup-Gesamtplatzierungen
| Saison  | Gesamt | Gesamt | Snowboardcross | Snowboardcross |
| Saison  | Punkte | Platz  | Punkte         | Platz          |
| ------- | ------ | ------ | -------------- | -------------- |
| 2002/03 | –      | –      | 51             | 71.            |
| 2003/04 | –      | –      | 32             | 88.            |
| 2004/05 | –      | –      | 47             | 61.            |
| 2005/06 | 48     | 280.   | 48             | 62.            |
| 2006/07 | 30     | 267.   | 30             | 57.            |
| 2007/08 | 82     | 244.   | 82             | 56.            |
| 2008/09 | 398    | 150.   | 398            | 38.            |
| 2009/10 | 224    | 181.   | 224            | 41.            |
| 2010/11 | -      | -      | 770            | 24.            |
| 2011/12 | -      | -      | 355            | 39.            |
| 2012/13 | -      | -      | 686            | 30.            |
| 2013/14 | -      | -      | 140            | 51.            |
| 2014/15 | -      | -      | 68             | 44.            |
| 2015/16 | -      | -      | 36             | 69.            |
| 2016/17 | -      | -      | 12,5           | 89.            |